# Anolis antonii
Espèce
Synonymes
- Norops antonii (Boulenger, 1908)

Anolis antonii est une espèce de sauriens de la famille des Dactyloidae. 

## Répartition
Cette espèce est endémique de Colombie. Elle se rencontre dans les départements de Cauca, de Valle del Cauca, de Risaralda, de Caldas, de Tolima et d'Huila.

## Étymologie
Son nom d'espèce, lui a été donné en référence au lieu de sa découverte, San Antonio.

## Publication originale
- Boulenger, 1908 : Descriptions of new batrachians and reptiles discovered by Mr. M. G. Palmer in South-western Colombia. Annals and Magazine of Natural History, ser. 8, vol. 2, no 12, p. 515-522 (texte intégral).